# Heusden Koers 1960
De 12e editie van de Belgische wielerwedstrijd Heusden Koers werd verreden op 18 augustus 1960. De start en finish vonden plaats in Heusden. De winnaar was Frans De Mulder, gevolgd door Rik Van Looy en Rik Luyten.

## Uitslag
| Heusden Koers 1960 |                 |                          |      |
| Plaats             | Naam            | Ploeg                    | Tijd |
| Winnaar            | Frans De Mulder | Groene Leeuw-Sinalco-SAS |      |
| 2                  | Rik Van Looy    | Faema                    |      |
| 3                  | Rik Luyten      | Wiel's-Flandria          |      |

1929 · 1930-1935 · 1936 · 1937 · 1938 · 1939 · 1952 · 1953 · 1954 · 1955 · 1956 · 1957 · 1958 · 1959 · 1960 · 1961 · 1962 · 1963 · 1964 · 1965 · 1966 · 1967 · 1968 · 1969 · 1970 · 1971 · 1972 · 1973 · 1974 · 1975 · 1976 · 1977 · 1978 · 1979 · 1980 · 1981 · 1982 · 1983 · 1984 · 1985 · 1986 · 1987 · 1988 · 1989 · 1990 · 1991 · 1992 · 1993 · 1994 · 1995 · 1996 · 1997 · 1998 · 1999 · 2000 · 2001 · 2002 · 2003 · 2004 · 2005 · 2006 · 2007 · 2008 · 2009 · 2010 · 2011 · 2012 · 2013 · 2014 · 2015 · 2016 · 2017 · 2018 · 2019 · 2020 · 2021 · 2022 · 2023